# Cantonul Rosporden
Cantonul Rosporden este un canton din arondismentul Quimper, departamentul Finistère, regiunea Bretania, Franța.

## Comune
- Elliant
- Rosporden (reședință)
- Saint-Yvi
- Tourch